# آی‌پد مینی (نسل سوم)
آیپد مینی ۳ (به انگلیسی: iPad Mini 3) سومین نسل از تبلت آیپد مینی است که طراحی، برنامه‌نویسی و عرضه آن توسط شرکت اپل صورت می‌گیرد. این دستگاه در ۱۶ اکتبر ۲۰۱۴ و به همراه آیپد ایر ۲ و آی‌مک ۲۰۱۴ معرفی شد. این دستگاه همان طراحی و سخت‌افزار نسل قبل خود، آیپد مینی (نسل دوم) را دارد. ویژگی‌های جدید این دستگاه سنسور تاچ آی دی و قابلیت جدید اپل پی می‌باشد. با توجه به اینکه این دستگاه NFC ندارد، اپل پی را به صورت آنلاین پشتیبانی می‌کند. آیپد مینی ۳، اولین آیپد مینی عرضه شده با رنگ طلایی است.

## مشخصات

### سخت‌افزار
چیپ این تبلت، دقیقاً همان چیپ نسل پیشین آیپد مینی یعنی همان Apple A7 است. این درحالی است که چیپ آی‌پد ایر۲ که همزمان با این تبلت معرفی شد، Apple A8 است. آی‌پد مینی ۳ دقیقاً مثل آی‌پد مینی‌های قبلی و آی‌فون ۶ و ۶ پلاس و... از ۱ گیگابایت رم بهره می‌برد که می‌شود گفت کم است!! این در حالی می‌باشد که رم آی‌پد ایر ۲، ۲ گیگابایت است. چیپ A7 از دو هسته بهره می‌برد و معماری برپایه ۶۴ بیت دارد.
این دستگاه از Touch ID یا همان سنسور اثرانگشت بهره می‌برد.

### دوربین
دوربین این دستگاه مانند نسل قبل ۵ مگاپیکسل است و دارای گشادگی (دیافراگم) F2.4 است. این دوربین قابلیت عکس برداری به حالت اچ‌دی‌آر و پانوراما را دارد و از فوکوس لمسی بهره می‌برد. همچنین می‌تواند به صورت تایم دار عکس بگیرد.
دوربین این دستگاه نیز می‌تواند با کیفیت 1080p و HD فیلم برداری کند.
دوربین جلویی این دستگاه ۱٫۲ مگاپیکسل است.

### صفحه نمایش
این دستگاه ۷٫۹ اینچی، از رزولوشن ۲۰۴۸ در ۱۵۳۶ بهره می‌برد که دانستیه 324ppi دارد. به معنای ساده‌تر، چگالی تصویر آن ۳۲۴ پیکسل بر هر اینچ است. طبق روال سایر اسمارت‌فون‌ها و تبلت‌ها، این دستگاه هم از ۱۶٫۷ میلیون رنگ بهره می‌برد. از سنسورهای این صفحه نمایش هم می‌توان به سنسور روشنایی آن اشاره کرد که نور صفحه را براساس نور محیط تنظیم می‌کند. البته این قابلیت را هم اکثر اسمارت‌فون‌ها و تبلت‌ها دارا هستند. این صفحه نمایش از نوع IPS LCD و رتینا می‌باشد.

### طراحی
از نظر ظاهری، این تبلت فرقی با نسخه قبلی خود ندارد. حتی وزن و ضخامت آن نیز تغییر نکرده‌است. بدنه این دستگاه هم تماماً از آلومینیوم است.

### باتری
باتری این دستگاه ۶۳۵۰ می آمپر ساعتی است که حدوداً ۱۰۰ آمپر کمتر از نسخه قبلی خود دارد! ظاهراً اپل، بهینه‌سازی‌هایی را در Ios8 کرده و به همین دلیل باتری را کمتر کرده‌است. البته در عمل که چنین نیست و همه از بیشتر شدن مصرف باتری خبر داده‌اند!

### نسخه‌ها
این دستگاه در سه رنگ سفید، مشکی (خاکستری فضایی) و طلایی و در سه حجم ۱۶، ۶۴ و ۱۲۸ گیگابایتی عرضه می‌شود.

### سیستم‌عامل
این دستگاه به همراه نسخه ۸٫۱ از سیستم‌عامل iOS عرضه می‌شود.